# David Walker (abolizionista)
David Walker (Wilmington, 28 settembre 1785 – Boston, 28 giugno 1830), è stato un abolizionista di colore, noto per il pamphlet "David Walker's Appeal To the Coloured Citizens of the World" ("Appello di Walker ai cittadini di colore del mondo").
Walker denunciava l'istituzione della schiavitù americana come la più opprimente della storia mondiale e invitava le persone di discendenza africana a resistere alla oppressione e al razzismo con ogni mezzo. Il libro è diventato famoso per aver rifiutato di conformarsi alle convenzioni del galateo educato e deferente dell'epoca e terrorizzò i proprietari di schiavi del Sud, che immediatamente lo etichettarono come sedizioso. Walker ne dovette pagare il prezzo: sulla sua testa venne messa una taglia di 10.000 dollari se fosse stato catturato vivo, 1.000 se morto.

## Biografia
Walker nacque nero libero a Wilmington (Carolina del Nord) da un padre schiavo e una madre libera. Anche se era libero, fu testimone della crudeltà della schiavitù durante la sua infanzia nella Carolina del Nord. Da adulto, lasciò il Sud e viaggiò per il paese, per stabilirsi infine a Boston, dove per vivere aprì un negozio di abiti usati sul lungomare negli anni 1820. David Walker divenne l'agente di Boston per la distribuzione del Freedom's Journal, un settimanale abolizionista con sede a New York City. Il Freedom's Journal, tra i primi giornali di proprietà e gestito da afroamericani, venne pubblicato da John Brown Russwurm dal 16 marzo 1827 al 28 marzo 1829 e vi collaborò anche Samuel Cornish. Veniva distribuito in 11 stati, nel District of Columbia, Haiti, Europa e Canada.

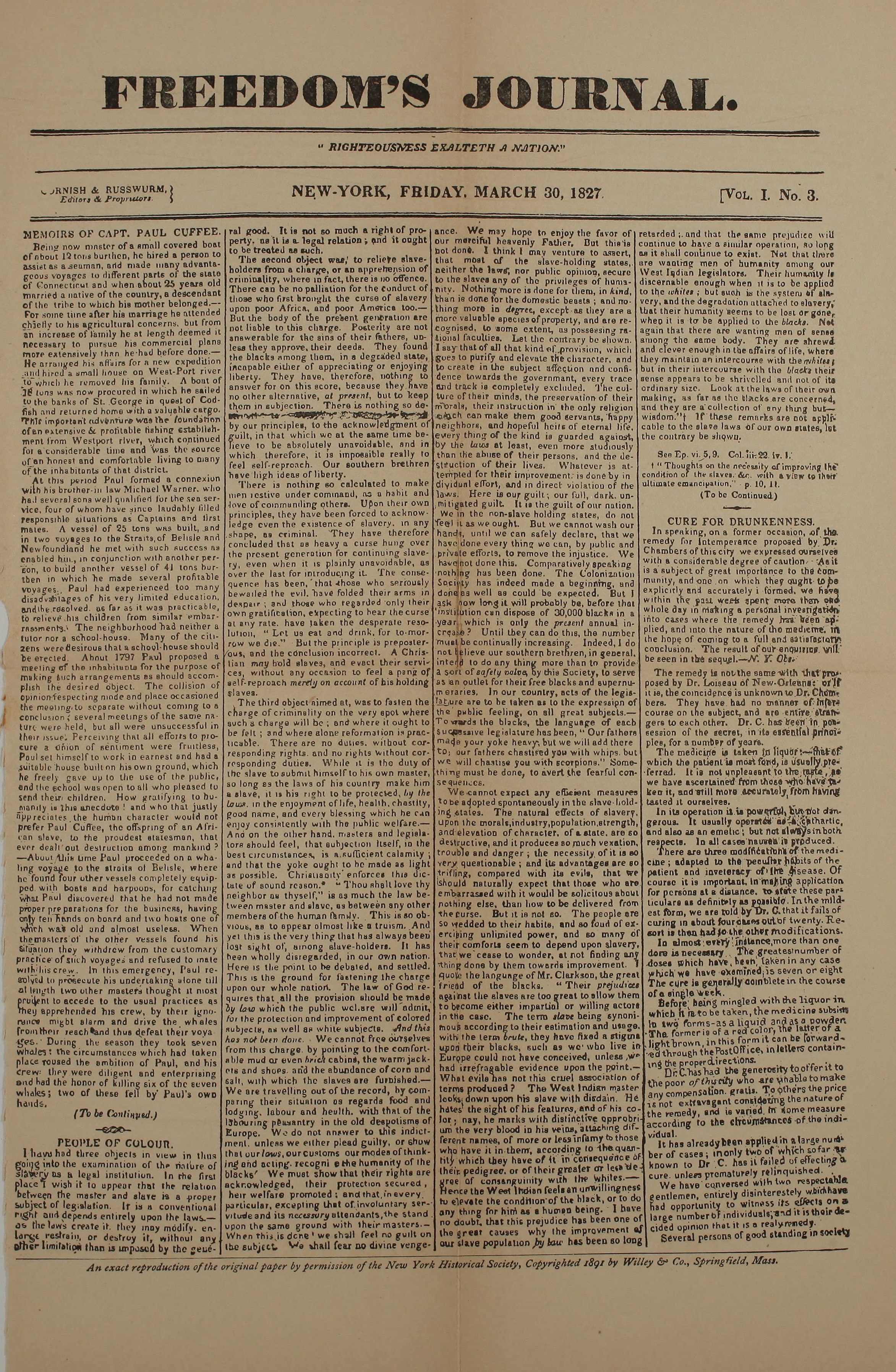
Il Freedom's Journal di cui Walker fu collaboratore.

Walker forniva un appello alla secolare base teologica per la ribellione. I suoi lavori furono vietati in diversi Stati e contribuirono ad iniziare fughe e rivolte di schiavi.
A Boston, Walker conobbe attivisti per i diritti civili dei neri e cominciò a scrivere e parlare contro la schiavitù e il razzismo. Scrisse numerosi articoli per il Freedom's Journal e nel 1828 si unì alla Massachusetts General Colored Association, organizzata nel 1826 per combattere razzismo e schiavitù.
Nel febbraio 1826, David Walker sposò Eliza Butler, appartenente ad un'importante famiglia afroamericana di Boston. Dal 1827 al 1829 David ed Eliza risiedettero all'81 di Joy Street, a nord di Boston nel sobborgo di Beacon Hill. Era un membro della Massoneria di Prince Hall, reverendo della Snowden's Methodist Church e faceva parte della Massachusetts General Colored Association, prima organizzazione abolizionista di Boston impegnata a promuovere gli interessi e i diritti degli afroamericani negli Stati Uniti.
Nel 1829, si trasferirono in una casa vicino a Bunker Hill a Charlestown (Massachusetts). Edwin Garrison Walker, il figlio superstite nacque nell'autunno del 1830, pochi mesi dopo la morte di suo padre David Walker. Nei primi anni 1830 Alexander Dewson giunse a Boston dalle Hawaii. Poco dopo il suo arrivo incontrò e poi sposò Eliza Butler Walker, vedova di David Walker. Alexander ed Eliza Dewson con il figlio Edwin Garrison Walker vissero a Charlestown, vicini di casa dei coniugi Thomas Dalton e Lucy Lew, noti educatori afroamericani.
Forse è attraverso le conoscenze della famiglia di Lucy Dalton a Lowell (Massachusetts) che Edwin Garrison Walker conobbe e sposò Hannah Jane Van Vronker. Hannah nata a Lowell era una delle tre figlie di Henry Webster e Lucinda Van Vronker. Edwin e Hannah Walker ebbero due figli.
Edwin Garrison Walker fu uno dei primi afroamericani a diventare avvocato nel Massachusetts. Nel 1866 fu il primo afroamericano ad essere eletto nell'assemblea legislativa del Massachusetts. Nel 1883, governatore repubblicano Benjamin Butler nominò il democratico Edwin G. Walker giudice nella Corte Distrettuale di Charlestown, primo afroamericano a ricoprire un tale incarico. La nomina venne respinta dal Consiglio di prevalenza repubblicana, che doveva approvare le nomine giudiziarie del governatore. Il Governatore Butler propose allora un secondo afroamericato, George Lewis Ruffin, che venne accettato (e fu il primo giudice di colore degli Stati Uniti). Edwin morì il 12 gennaio 1901 a Boston.
Nel 2002, lo studioso Molefi Kete Asante mise David Walker sulla sua lista dei 100 Greatest African Americans (cento afroamericani più importanti).

## L'Appellodi Walker

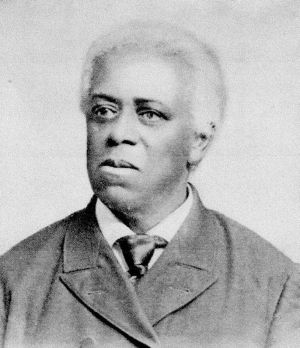
Suo figlio Edward G. Walker

Nel settembre del 1829, una tipografia di Boston pubblicò un piccolo volume di settantasei pagine dal titolo Walker's Appeal, in Four Articles; Together with a Preamble, to the Coloured Citizens of the World, but in Particular, and Very Expressly, to Those of the United States of America ("Appello di Walker in quattro punti; con un preambolo, a tutti i cittadini di colore del mondo ma in particolare a quelli degli Stati Uniti d'America"). Il primo punto dell'appello era già stato pubblicato sul Freedom's Journal nel 1829.
David Walker, attraverso la MGCA (Massachusetts General Colored Association), si era fatto aiutare da Walker Lewis, un importante abolizionista afroamericano e massone. La tipografia presso cui Lewis aveva pubblicato gli articoli della Grand African Lodge #1 stampò anche il controverso "Appello". Nell'"Appello" Walker affermava che gli afroamericani avevano sofferto più di ogni altro popolo nella storia del mondo e individuava quattro cause per la loro "miseria": la schiavitù, un atteggiamento sottomesso e servile verso i bianchi (anche tra i neri liberi), l'indifferenza da parte ministri cristiani e i falsi aiuti da parte di gruppi come l'American Colonization Society, che promettevano la libertà dalla schiavitù, solo a condizione che i neri liberati venissero costretti a lasciare l'America per trasferirsi in colonie dell'Africa occidentale. Il pamphlet chiedeva l'emancipazione immediata, universale e incondizionata - una posizione non comune, anche tra gli attivisti antischiavisti, nel 1820 - e in particolare criticando i piani di colonizzazione dell'Africa, sosteneva:
(Walker, Appeal, p. 71)
Walker andava anche oltre, lodando apertamente gli schiavi che usavano la violenza per autodifesa contro i loro padroni e sorveglianti e sosteneva che gli schiavi uccidevano i loro padroni per conquistare la libertà:
e, come il signor Jefferson ha saggiamente detto, non ci hanno mai capiti, non sanno infatti che c'è una disposizione invincibile nel petto dei neri, che quando si sarà completamente svegliata e messa in moto, potrà essere fermata solo con la distruzione della loro vita. Quando i neri si metteranno in moto, se non gli si manda contro un branco di tigri e leoni, sarei un bugiardo con neri e bianchi. ... se si inizia, si fa un lavoro deciso – niente scherzi, perché non scherzano con voi - ci vogliono come loro schiavi, e non gli importa niente di ucciderci pur di soggiogarci in questa miserabile condizione - quindi, se decidiamo di reagire, uccidiamo o saremo uccisi. Ora, chiedo, non è meglio essere ucciso piuttosto che essere schiavo di un tiranno, che prende la vita di tua madre, moglie e cari figlioli? Guarda tua madre, moglie e figli, e rispondi davanti a Dio Onnipotente; e credi che non è più malvagio uccidere un uomo, che cerca di ucciderti, di quanto lo sia di bere un bicchiere d'acqua quando hai sete; ...»
(Walker, Appeal, pp. 29-30)
Walker distribuì il suo testo attraverso associazioni civiche di colore nelle città del Nord e provò molti sistemi diversi per far giungere il pamphlet agli schiavi e ai neri liberi nel Sud. Nel 1830, le autorità bianche negli Stati del sud indignate avevano cominciato una campagna per bandirlo. A New Orleans, quattro uomini di colore furono arrestati per possesso del testo; guardie pubbliche aggredirono neri liberi in casa di Walker a Wilmington. A Savannah (Georgia) le autorità bianche sequestrarono decine di copie di contrabbando ai marinai neri (che avevano comprato giacche da Walker a Boston, che a sua volta aveva cucito copie dell'"Appello" nelle fodere), in risposta vietarono ai marinai di colore di scendere a terra nel porto della città. Il sindaco di Savannah chiese al sindaco di Boston che arrestasse Walker e mettesse fuori legge l'opuscolo (il sindaco di Boston rifiutò l'ordine): era già illegale in Georgia usare l'"Appello" per insegnare a leggere agli schiavi. I proprietari delle piantagioni misero una taglia di 1.000 dollari (alcune fonti parlano di 3.000 dollari) per uccidere Walker, e la ricompensa di 10.000 $ per chi lo ha avesse portato vivo nel Sud. Nel giugno del 1830, non molto tempo dopo la pubblicazione della terza edizione del suo "Appello", David Walker venne trovato morto sulla soglia della sua casa. I registri pubblici cittadini riportano, come causa del decesso, la tubercolosi, che si diffuse poi nella città. Alcuni, tuttavia, credono si fosse trattato di omicidio mediante avvelenamento, ma il biografo Peter Hinks ritiene infondata questa ipotesi.